# Mehmed II Giray
Mehmed II Giray dit "El Gros" (1532-1584) fou kan de Crimea (1577-1584) fill i successor de Devlet I Giray, del que era khalgay des de 1552. Al pujar al tron va nomenar khalgay al seu germà Adil Giray.
Només pujar al tron va fer un atac a Volínia i la frontera lituana. Era molt ignorant i confessa en una carta que no sàvia res del passat i prometia entregar Polònia a canvi d'Astracan i del trasllat dels cosacs del Don i del Dnièper a un altre lloc. El tsar va contestar cortesament que els cosacs del Dnièper eren súbdits d'Esteve Bathory i no hi tenia poder; els del Don eren gent fora de la llei que si queien a mans dels russos eren executats; i Astracan no la podia bescanviar perquè hi havia esglésies i pobladors cristians.
No va inquietar als seus veïns, ja que va participar en la lluita contra Pèrsia al costat dels otomans amb un contingent manat per Adil Giray i els prínceps Saadet Giray i Mubarak Giray; el general otomà Osman Pasha s'estava enfrontant feia uns dies a Ares Khan de Xirvan quan van arribar els tàtars; van capgirar el curs de la lluita i van fer presoner a Ares Khan que fou executat però Artugdi Khan i diversos prínceps van escapar cap a l'altre costat del Kur, al país d'Helo on van quedar vigilats pels perses. Foren atacats per Adil Goray que va capturar els seus tresors i harem i un fill bastard d'Ares Khan, junt amb molt de bestiar. Poc després Osman Pasha fou assetjat a Shamaki per un exèrcit de 40.000 perses i la ciutat fou assetjada durant 10 dies però a la retirada els tàtars (que havien abandonat la persecució d'Artugdi Kham cridats per Osman) els van atacar a prop de Mahmudabad, si bé sense obtenir una victòria decisiva, ja que els perses van poder seguir la retirada. Els tàtars es van dirigir a Derbent on se'ls va unir Osman; els perses van entrar a les províncies de Karabagh i Moghan, i quan Adil els va atacar fou derrotat i fet presoner i executat; la resta de tàtars va retornar a Crimea.
Mehmed Giray va nomenar Alp Sultan, fill d'Adil Giray, com a khalgay i va crear la dignitat de segon hereu (nuredin), pel que va nomenar Saadet Girai. La guerra amb Pèrsia seguia i altre cop el kan va enviar un contingent manat per Murad Giray que va rebre el sandjak d'Azov amb 10.000 homes i després es va reunir amb Osman Pasha i al darrere els va seguir el kan en persona; els tàtars van derrotar de manera severa als perses que atacaven Shamaki; el fill de kan va castigar també als habitants de Bakú i rodalia que eren lleials als perses. El kan no volia passar l'hivern a Shirvan i va deixar a Ghazi Giray a la zona i va retornar a Crimea però això va molestar al sultà i es van intercanviar cartes de retrets; quan el sultà li va donar un certa orde, el kan va refusar obeir-la dient que no era un general del sultà sinó un príncep independent. Osman Pasha fou enviat a Kaffa per castigar el kan. Aquest vivia a Eski Krim, i el va convidar a anar a aquesta ciutat; quan no ho va fer, va anar a Kaffa i la va assetjar però el khalgay Alp Arslan va refusar seguir aquesta política i després de quaranta dies de setge va arribar de Constantinoble Kilij Ali Pasha, amb autoritat per nomenar Islam, un nebot de Mehmed, pel tron. La flota otomana va arribar al port, i va rebre el suport d'Ali Beg, cap de la tribu Mansur. Mehmed va intentar fugir amb els nogais del Volga per la ruta de Ferhkerman, però fou interceptat per Alp Giray que el va matar junt amb el seu fill Safa Giray (1584); tenia 52 anys i havia regnat set anys i tres mesos. İslâm II Giray fou proclamar kan.